# Dennis Lick
(en) Statistiques sur pro-football-reference
Dennis Allan Lick (né le 26 avril 1954 à Chicago) est un joueur américain de football américain.

## Lycée
Dennis joue d'abord dans l'équipe de la St. Rita High School dans le sud de Chicago. Il a pour coéquipier Tony Simmons et Ahmad Merritt avec qu'il jouera aussi au niveau universitaire.

## Carrière

### Université
Il entre à l'université du Wisconsin-Madison, jouant avec les Badgers.

### Professionnel
Dennis Lick est sélectionné au premier tour du draft de la NFL de 1976 par les Bears de Chicago au huitième choix. Il retrouve Merritt avec qui il joue depuis le lycée. Pour sa première saison en professionnel, il est titulaire au poste de offensive tackle. Après la saison 1977, il est nommé dans la seconde équipe de la conférence dans une saison où il récupère un fumble. Il est titulaire avec les Bears jusqu'en 1980 inclus. En 1981, il perd sa place de titulaire, jouant trois matchs et est libéré par les Bears. Il ne retrouvera pas d'équipe.

## Palmarès
- Seconde équipe de la conférence NFC 1977